# سلطنة بونتياناك
سلطنة بونتانياك (بالملايوية: Kesultanan Pontianak)‏ سلطنة تأسست عام 1771 في كالمنتان الغربية في إندونيسيا على يد تجار أو علماء كما تذكرهم المصادر المالاوية من حضرموت.

## التاريخ
في عام 1771، انتشرت شائعات عن وجود مناجم للماس في بونتياناك فتوجه عبد الرحمن القدري إلى المنطقة وكان تاجرا وتزوج من ابنة سلطان ممفاواه ومن ابنة سلطان بنجر وكان زواجا سياسيا. لم يستطع عبد الرحمن أن يتولى سدة الحكم إلا بعد دخول المستعمر الهولندي عام 1778  في القرن التاسع عشر، تحولت جزيرة بورنيو إلى ساحة اقتتال بين الهولنديين والإنجليز وأقام الهولنديون معاهدات صداقة مع السلاطين المختلفة بما فيها سلطنة بونتانياك ودعموهم للسيطرة على مملكة «كونغسي» الصينية التي كانت تسيطر على مناجم الذهب  في عام 1942، قام اليابانيون باحتلال إندونيسيا وأُعتقل السلطان عبد الحميد القدري وأدخل معسكراً للاعتقال. كانت مقاومته للوجود الياباني كلفته ثمانية وعشرين من أقربائه ومقتل مربيته الإنجليزية. ثم طُرد اليابانيين من إندونيسيا في 15 أغسطس 1945 وخلف عبد الحميد والده متلقبًا بلقب «حامد الثاني» خلال الثورة الوطنية الإندونيسية، حصل السلطان حامد الثاني على مكانة هامة كمندوب لدولة كالمنتان الغربية (كانت إندونيسيا فدرالية) وشارك في المفاوضات دائما في مالينو، ودنباسار، ومجلس الشورى الاتحادي (BFO)، واجتماع المائدة المستديرة الهولندية الإندونيسية مؤتمر في إندونيسيا وهولندا. كزعيم نشط في مجلس الشورى الاتحادي كان مؤيدا قويا للفدرالية ويعارض مفهوم الرئيس سوكارنو للجمهورية الإندونيسية خوفًا من هيمنة الغالبية الجاوية كونه عربي. رقي حامد إلى رتبة عقيد في الجيش الهولندي ولكن المعارضة للوجود الهولندي في إندونيسيا في الأمم المتحدة، اضطر الهولنديون إلى الاعتراف بجمهورية الولايات المتحدة الإندونيسية وبأحمد سوكارنو حاكما عسكريًا عليها في 27 ديسمبر 1949. كان لمحاولة إفشال مركزية الدولة من قبل الهولنديين أثر بالغ على حامد الذي طرد من حكومة الجمهورية الإندونيسية ولكنه لم يُقتل وتوفي في جاكرتا في 30 مارس 1978 ودفن في مقبرة عائلته.

## السلاطين
| الحاكم                                  | مدة الحكم   |
| --------------------------------------- | ----------- |
| عبد الرحمن بن حسين القدري               | 1771 - 1808 |
| قاسم بن عبد الرحمن القدري               | 1808 - 1819 |
| عثمان بن عبد الرحمن القدري              | 1819 - 1855 |
| حامد بن عثمان القدري                    | 1855 - 1872 |
| يوسف بن حامد القدري                     | 1872 - 1895 |
| محمد بن يوسف القدري                     | 1895 - 1944 |
| عبد الحميد بن محمد القدري "حامد الثاني" | 1945 - 1950 |

## كتب
The First Two Sultans of Pontianak 